# Chiari malformation
Chiari missbildningar (CMS) är ett medfött missbildningstillstånd av skallbenet vid övre delen av ryggraden, vilket bland annat påverkar lillhjärnan, delen av hjärnan som styr balanssinnet. Normalt är lillhjärnan och delar av hjärnstammen placerade i ett indraget utrymme i nedre bakre delen av skallen, ovanför foramen magnum (en tratt-liknande öppning i ryggradskanalen). När en del av lillhjärnan ligger nedanför foramen magnum, kallas det för en Chiari missbildning. Tillståndet är tämligen ovanligt och påträffas i fyra olika varianter, varav typ I är vanligast. Typ II är även känd som Arnold Chiari malformation efter den tyska patologen Julius Arnold. 
CMS kan utvecklas när utrymmet är mindre än normalt, vilket tvingar lillhjärnan och hjärnstammen att drivas nedåt i foramen magnum och i övre ryggradskanalen. Det resulterande trycket på lillhjärnan och hjärnstammen kan påverka funktioner som styrs av dessa områden och  blockera flödet av cerebrospinalvätskan (CSF), den klara vätska som omger och skyddar hjärna och ryggmärg. 
Symptomen är yrsel, muskelsvaghet, domningar, huvudvärk, svårdefinierade smärtimpulser i kroppen, domningar och nedsatta funktioner i extremiteter, oförmåga att i händerna skilja mellan kyla och värme, försämrad balans och koordination. Problemen gör sig märkta i barndomen eller långt senare i vuxen ålder. Hos omkring 30% av patienterna uppträder inga större symptom, varför inte heller någon speciell behandling erfordras.
Efter undersökning med magnetresonanstomografi kan symptomen ofta försvinna eller minskas kirurgiskt, där mer utrymme för hjärnvävnaden skapas genom avlägsnandet av mindre delar av den hindrande benstrukturen. I samband med CMS kan även problem med syringohydromyeli, cystbildning, eller vätskesamling uppstå i området.